# Вила д'Алме
Вѝла д'Алмѐ (на италиански: Villa d'Almè; на ломбардски: Ela d'Almè, Ела д'Алме) е градче и община в Северна Италия, провинция Бергамо, регион Ломбардия. Разположено е на 300 m надморска височина. Населението на общината е 6681 души (към 2018 г.).